# Мурузью
Мурузью — река в Приуральском районе Ямало-Ненецкого автономного округа. Устье находится в 136 км от устья реки Собтыёган по правому берегу. Длина реки — 45 км.

## Данные водного реестра
По данным государственного водного реестра России относится к Нижнеобскому бассейновому округу, водохозяйственный участок реки — Обь от впадения реки Северная Сосьва до города Салехард, речной подбассейн реки — бассейны притоков Оби ниже впадения Северной Сосьвы. Речной бассейн реки — (Нижняя) Обь от впадения Иртыша.
Код объекта в государственном водном реестре — 15020300112115300032149.